# Maurice Thorez
Maurice Thorez (ur. 28 kwietnia 1900 w Noyelles-Godault, zm. 11 lipca 1964 podczas rejsu na Morzu Czarnym) – francuski polityk komunistyczny, wieloletni sekretarz generalny Francuskiej Partii Komunistycznej (PCF) od 1930 roku do śmierci.
Po zawarciu paktu Ribbentrop-Mołotow Francuska Partia Komunistyczna rozpoczęła po agresji Niemiec na Polskę we wrześniu 1939 kampanię antywojenną posuwając się do otwartego wzywania żołnierzy francuskich do dezercji. Maurice Thorez, sekretarz generalny FPK, powołany do wojska zdezerterował, uciekł do ZSRR i został w konsekwencji skazany na śmierć za dezercję przez sąd wojenny Francji. W 1944 został objęty amnestią przez gen. de Gaulle’a wobec wejścia Francuskiej Partii Komunistycznej w skład Francuskiego Rządu Tymczasowego. W latach 1946–1947 sprawował urząd wicepremiera Francji. Był deputowanym do Zgromadzenia Narodowego.
Jego nazwisko nosiło przejściowo miasto Czystiakowe (1964-2016).
W latach 1950–1993 wałbrzyska kopalnia węgla kamiennego Julia nosiła nazwę Thorez.